# Faramea scalaris
Faramea scalaris är en måreväxtart som beskrevs av Paul Carpenter Standley. Faramea scalaris ingår i släktet Faramea och familjen måreväxter.
Artens utbredningsområde är Panamá. Inga underarter finns listade i Catalogue of Life.